# Periphas
Periphas (Oudgrieks: Περίφας) was een autochthonos uit Attica, die daar nog vóór Kekrops geregeerd zou hebben.
Zijn bestuur was zó mild en goed, dat de mensen hem nog bij zijn leven als een god vereerden. Zeus, hierover vertoornd, wilde hem met zijn bliksem treffen, doch Apollo wist genade voor Periphas te verwerven, in zoverre, dat hij in een adelaar veranderd werd. Zijn gemalin Phene smeekte, dat Zeus ook haar in een vogel mocht veranderen, die met de arend in vrede leven kon. Ook haar bede werd verhoord.